# Vandiemenella viatica
Vandiemenella viatica är en insektsart som först beskrevs av Wilhelm Ferdinand Erichson 1842.  Vandiemenella viatica ingår i släktet Vandiemenella och familjen Morabidae. Inga underarter finns listade i Catalogue of Life.